# Плявиняс (станция)
Пля́виняс (латыш. Pļaviņas) — железнодорожная станция в городе Плявиняс, Плявиньского края Латвии. Станция Плявиняс находится на линии Рига — Крустпилс, в северо-восточном направлении от станции отходит линия Плявиняс — Гулбене.

## История
Станция Стукмани (латыш. Stukmaņi; нем. Stockmannshof) открыта одновременно с Риго-Двинской железной дорогой в 1861 году. Особое значение приобрела после постройки узкоколейной линии Стукмани — Гулбене — Алуксне — Валга. С 1919 года официально называется — Плявиняс. Первое пассажирское здание разрушено во время Второй мировой войны, новое построено в 1950 году. В советское время проложен подъездной путь к доломитовым каменоломням. Путь принадлежал военному «Комбинату нерудных ископаемых № 462» (в 2014 году это территория ООО «Pļaviņu DM»).